# Screen Gems
Screen Gems è una società statunitense sussidiaria della Sony Pictures Entertainment, che ha svolto, durante la sua storia, diverse attività nel campo dei media, in particolare nel settore cinematografico.

## Studio d'animazione (1940–1949)
Per un intero decennio, Charles B. Mintz distribuisce i suoi Krazy Kat, Scrappy, e Color Rhapsody brevi cortometraggi animati attraverso la Columbia Pictures. Quando Mintz si indebita con la Columbia nel 1939, gli vende i suoi studios. Sotto la nuova gestione, lo studio viene chiamato Screen Gems. Jimmy Bronis, direttore di produzione di Mintz diventa il capo degli studi, ma poco dopo lascia il posto a George Winkler, cognato di Mintz. In seguito, la Columbia decide di fare "piazza pulita" sostituendo la maggior parte del personale (compreso Winkler) e assumendo il talentuoso fumettista, Frank Tashlin, ma il soggiorno di quest'ultimo è breve e infatti dopo di lui è la volta di Dave Fleischer, dopo altri successori è la volta di Ray Katz e Henry Binder dalla Warner Bros. Gli animatori, i registi, gli scrittori delle serie sono persone del calibro di Art Davis, Sid Marcus, Bob Wickersham, e negli ultimi anni della sua carriera anche Bob Clampett. Gli studi hanno molti personaggi nella loro scuderia. Questi includevano Flippy, Willoughby Wren, e Tito e il suo Burrito. Tuttavia, i personaggi di maggior successo dello studio sono stati La Volpe e il Corvo, un duo comico formato appunto di una furba Volpe e un saggio Corvo.
La Screen Gems, nel tentativo di contenere i costi, è l'ultimo studio di animazione americano a cessare la produzione in bianco e nero di cartoni animati. L'ultimo cartone in bianco e nero della Screen Gems appare nel 1946, anno in cui lo studio chiude le sue porte, anche se i loro prodotti di animazione continuano ad essere distribuiti fino al 1949.
I cartoni della Screen Gems hanno comunque un successo modesto se paragonati a quelli della Disney, Warner Bros., o MGM. Gli scopi dello studio furono assunti da un produttore esterno, United Productions of America (UPA), i quali cartoni, inclusi Gerald McBoing Boing e Mr. Magoo, erano dei successi di critica e commerciali maggiori.

## Filiale televisiva (1948–1974)

Logo finale, utilizzato dal 1965 al 1974.

Nel 1948, la Screen Gems rinasce come sussidiaria televisiva della Columbia, per la produzione e la trasmissione di popolari show, e anche per trasmettere in televisione programmi appartenenti alla videoteca della Columbia Pictures, compresa la serie di successo che ha come protagonisti i Three Stooges verso la fine degli anni '50. In precedenza, hanno anche acquisito i diritti di trasmissione di un pacchetto di film horror della Universal, che ha un enorme successo nel rilancio di questo genere. L'ultima produzione notevole di questa incarnazione della Screen Gems è la mini-serie del 1974 QB VII.
Dal 1958 fino a tutto il 1974, sotto il Vice Presidente di Produzione Harry Ackerman, la Screen Gems rilascia classiche sitcom quali: Father Knows Best, Dennis the Menace, The Donna Reed Show, Hazel, Gidget, Vita da strega, Strega per amore, The Monkees, e The Partridge Family. Inoltre, è anche l'originale distributore delle produzioni dello studio d'animazione Hanna-Barbera, fondato da William Hanna e Joseph Barbera dopo aver lasciato la MGM.
Nei tardi anni '50 la Screen Gems, si lancia nella trasmissione. Le stazioni di proprietà della Screen Gems nel corso degli anni sono: la KCPX (Salt Lake City), WVUE (New Orleans), WAPA (San Juan), WNJU (Linden, NJ), e alcune stazioni radio compresa la WWVA (Wheeling WV).
Nel 1974, il nome Screen Gems scompare e la filiale televisiva della Columbia diventa Columbia Pictures Television. Cambiamenti nella proprietà aziendale della Columbia avvengono nel 1982, quando la Coca-Cola Company acquista la società, ma comunque continua a lavorare sotto il nome di CPT. A metà degli anni 1980, la Coca-Cola riorganizza le sue partecipazioni televisive per creare la Coca-Cola Television, fondendo la CPT con la l'unità televisiva della Embassy Communications formando la Columbia/Embassy Communications, anche se entrambe le società continuarono ad utilizzare distinte identità fino al 1988, quando questa (Columbia/Embassy Communications) e la TriStar Television vengono riuniti sotto il nome CPT. Nel 1989 la Columbia Pictures viene acquisita dalla Sony. Nel 1991 quindi, la Columbia Pictures Entertainment diventa Sony Pictures Entertainment, sussidiaria di produzione e distribuzione cinematografica. Successivamente nel 1994, fonda la CPT con la rinata TriStar television formando la Columbia TriStar Television.
Dal 2002 la divisione televisiva si chiama Sony Pictures Television.

### TV show selezionati
Programmi televisivi prodotti e/o trasmessi dalla Screen Gems (molti show prodotti dalla Hanna-Barbera sono adesso di proprietà e distribuiti dalla Warner Bros. Television, ad eccezione di Jeannie):
- The George Burns and Gracie Allen Show (1953-1958)
- Le avventure di Rin Tin Tin (1954-1959)
- Father Knows Best (1954-1962)
- Rescue 8 (1958-1960)
- Braccobaldo (prodotto da Hanna-Barbera) (1958-1962)
- The Donna Reed Show (1958-1966)
- Dennis the Menace (1959-1963)
- Ernesto Sparalesto (prodotto da Hanna-Barbera) (1959-1962)
- Three Stooges (1959-1974; successivamente distribuiti da altre Columbia/Sony divisioni)
- Route 66 (1960-1964)
- Gli Antenati (prodotto da Hanna-Barbera) (1960-1966; trasmesso dalla Screen Gems fino al 1974)
- Orso Yoghi (prodotto da Hanna-Barbera) (1960-1963)
- Top Cat (prodotto da Hanna-Barbera) (1961-1962)
- I Pronipoti (prodotto da Hanna-Barbera) (1962-1963)
- Hazel (1961-1966)
- The Farmer's Daughter (1963-1966)
- Vita da strega (1964-1972)
- Jonny Quest (prodotto da Hanna-Barbera)
- Magilla Gorilla (prodotto da Hanna-Barbera) (1964-1966)
- Peter Potamus (prodotto da Hanna-Barbera) (1964-1966)
- Days of Our Lives (prodotto da Corday Productions) (1965-1974; successivamente prodotta da Columbia Pictures Television, Columbia TriStar Television e Sony Pictures Television)
- Camp Runamuck (1965-1966)
- Gidget (1965-1966)
- Strega per amore (prodotto da Sidney Sheldon Productions) (1965-1970)
- Amore in soffitta (1966-1967)
- The Monkees (prodotto da Raybert Productions) (1966-1968)
- The Flying Nun (1967-1970)
- The Johnny Cash Show (1969-1970)
- The Partridge Family (1970-1974)
- Bridget Loves Bernie (1972-1973)
- Temperatures Rising (prodotto da Ashmont Productions) (1972-1973)
- The New Temperatures Rising Show (prodotto da Ashmont Productions) (1973-1974)
- Febbre d'amore (prodotto da Bell Dramatic Serial Company) (1973-1974; successivamente prodotta da Columbia Pictures Television, Columbia TriStar Television e attualmente Sony Pictures Television)
- Bob & Carol & Ted & Alice (1973-1974)
- Sulle strade della California (1973-1974; dalla Columbia Pictures Television dal 1974-1977)
- Jeannie (prodotto da Hanna-Barbera; la Sony Pictures Television detiene i diritti di distribuzione a causa della connessione con I sogni di Jeannie) (1973-1975)

## Studio speciale per lungometraggi (1999–in corso)
Nel settembre del 2002, la Columbia TriStar Television diviene Sony Pictures Entertainment, mentre tre anni prima, nel 1999, la Screen Gems venne resuscitata come il secondo braccio speciale di produzione cinematografica, della Sony Columbia TriStar Motion Picture Group, dopo la Sony Pictures Classics. Simile alla Dimension Films, la Screen Gems produce e distribuisce film di fantascienza, horror, per teenager, farsa o etnici a basso budget che mirano ad un target più ristretto rispetto alle principali uscite della Columbia TriStar, anche se ha iniziato come studio sorella della Sony Pictures Classics, che produce film più maturi, ed intellettuali.
Il film con maggior successo commerciale della Screen Gems del 2007 è stato Resident Evil: Extinction, che ha incassato $144,472,642 nei box-office di tutto il mondo.

### Screen Gems film
- Arlington Road - L'inganno - 1999
- Limbo - 1999
- Girlfight - 2000
- Snatch - Lo strappo - 2000
- The Brothers - 2001
- Desert Vampires - 2001
- Fantasmi da Marte - 2001
- Two Can Play That Game - 2001
- Codice 51 - 2002
- Love and a Bullet - 2002
- The Mothman Prophecies - Voci dall'ombra - 2002
- Resident Evil - 2002
- Travolti dal destino - 2002
- In the Cut - 2003
- The Medallion - 2003
- Underworld - 2003
- Anaconda: alla ricerca dell'orchidea maledetta - 2004 (distribuito da Columbia Pictures).
- Breakin' All the Rules - 2004
- Resident Evil: Apocalypse - 2004
- Into the Sun - 2004
- SDF Street Dance Fighters - 2004
- Boogeyman - L'uomo nero - 2005
- Il nascondiglio del diavolo - The Cave - 2005
- The Exorcism of Emily Rose - 2005
- The Gospel - 2005
- Hostel - 2006 (distribuito da Lions Gate.)
- Underworld: Evolution - 2006
- Chiamata da uno sconosciuto - 2006
- Ultraviolet - 2006
- Leggenda mortale - 2006
- The Grudge 2 - 2006 -
- Zombies - 2006
- The Covenant - 2006
- The Messengers - 2007 (distribuito da Columbia Pictures).
- Resident Evil: Extinction - 2007
- Stepping - Dalla strada al palcoscenico - 2007
- The Brothers Solomon - 2007 (distribuito da Columbia Pictures)
- Vacancy - 2007
- Marassa 2: Bloodlust - 2007
- Hostel: Part II - 2007 - distribuito da Lions Gate
- This Christmas - Natale e altri guai - 2007
- First Sunday - 11 gennaio 2008
- Love Lies Bleeding - Soldi sporchi (Love Lies Bleeding) - 15 gennaio 2008
- Nella rete del serial killer - 25 gennaio 2008 (in Italia, 1º agosto)
- Saving Anna - 4 marzo 2008
- Outpost - 11 marzo 2008 (co-produzione con Newmarket Films)
- Che la fine abbia inizio - 11 aprile 2008 (in Italia, 11 luglio)
- Wieners - Un viaggio da sballo - 3 giugno 2008
- No Hard Feelings - 15 luglio 2008 (co-produzione con Front Street Pictures)
- Dangerous Lives - 26 agosto 2008
- La terrazza sul lago - 19 settembre 2008 (in Italia, 31 ottobre)
- Not Easily Broken - 26 settembre 2008
- Quarantena - 17 ottobre 2008
- Prince of Pistols - 2008
- Boogeyman 2 - Il ritorno dell'uomo nero - 2008
- Natale di sangue - 2008
- Gabriel - La furia degli angeli - 2008 (film indipendente australiano, distribuito da Screen Gems)
- Resident Evil: Degeneration - 2008 (solo distribuzione, co-distribuito con Metro-Goldwyn-Mayer)
- The Resurrection - 2008
- The Cottage - 2008
- Armageddagain: The Day Before Tomorrow - 2008
- Il segreto di David - The Stepfather - 16 ottobre 2009
- Obsessed - Passione fatale (Obsessed) - 2009
- Siren - 2009
- The Fly - 2009 distribuito da 20th Century Fox
- Legion - 2010
- Dear John - 2010
- Underworld - La ribellione dei Lycans - 2009
- Resident Evil: Afterlife - 2010
- The Girl Who Loved Tom Gordon - 2010
- Underworld - Il risveglio - 2012
- Resident Evil: Retribution - 2012
- Ossessione omicida (No Good Deed) (2014)
- La legge dei più forti (Black and Blue) (2019)
- Il sacro male (The Unholy) (2021)
- Until Dawn: Fino all'alba (Until Dawn) (2025)

## EUE/Screen Gems
Screen Gems non deve essere confusa con EUE/Screen Gems LTD e EUE/Screen Gems Studios.

EUE/Screen Gems LTD possiede e gestisce impianti di produzione televisiva e cinematografica a Wilmington, in North Carolina e a New York. Ed anche una delle società con maggior successo commerciale al mondo.
Una divisione della EUE/Screen Gems collabora con le sedi globali e con le agenzie pubblicitarie per lo sviluppo, la produzione, la commercializzazione e la distribuzione di filmati di intrattenimento per tutti i media - compresi teatri, cinema, televisione, e contenuti digitali per il Web e le piattaforme mobili.
Le serie “One Tree Hill” della CW Network show e oltre 300 film, pubblicità e progetti televisivi sono stati girati negli studi di Wilmington. Mentre il Rachel Ray Show è prodotto per la CBS Productions nelle strutture di New York che a partire dal 1965 hanno ospitato centinaia di produzioni.

### EUE/Screen Gems Studios
EUE/Screen Gems Studios a Wilmington, fu costruito da Dino De Laurentiis nel 1984. Operava sotto il nome di DEG (DeLaurentiis Entertainment Group) fino al 1990, quando fu acquistato dalla Carolco (produttrice dei film di Terminator).
George Cooney, proprietario della EUE/Screen Gems, acquistò gli studi di Wilmington nel 1996 e li rinominò EUE/Screen Gems Studios. Nel 1998, è stato costruito un nono capannone a Wilmington e recentemente sono stati acquistati 4 ettari adiacenti per future espansioni.

### La compagnia e la Columbia Pictures
Nel 1965, la Columbia Pictures acquista il 50 per cento della società EUE con sede a New York. A quel tempo la Screen Gems era la divisione della Columbia Pictures dedita alla produzione televisiva. La società commerciale fu incorporata nella divisione televisiva e rinominata EUE/Screen Gems.
Nel 1982, la Columbia fu venduta alla Coca-Cola. Quindi la EUE/Screen Gems e l'impianto di produzione di New York furono venduti per lungo tempo all'esecutivo della Columbia Pictures, George Cooney.